# Hope and The Silver Sunrise
GLAY的迷你專輯。

## 簡介
- GLAY出道以來第一張迷你專輯。
- 除了CD+DVD的普通盤外，同時發行SPECIAL BOX的『初回限定盤』，包含CD、DVD和團員肖像月曆。普通盤在『GLAY Official Store G-DIRECT』和演唱會會場販售，『初回限定盤』則只有在『GLAY Official Store G-DIRECT』販售。
- 2種版本都沒有在一般唱片行販售。

## 收錄曲目

### CD
1. Time for Christmas
2. SWEET MAGIC
3. カイエ
4. Winter,again (inspired by Hope and The Silver Sunrise)
5. 只要能再見到你

### DVD
1. 「Time for Christmas」 MUSIC VIDEO
2. 「只要能再見到你」MUSIC VIDEO